# Scipione Gesualdo
Scipione Gesualdo (falecido em 1608) foi um prelado católico romano que serviu como arcebispo de Conza (1584–1608).

## Biografia
No dia 28 de novembro de 1584, Scipione Gesualdo foi nomeado durante o papado de Gregório XIII como Arcebispo de Conza. A 13 de janeiro de 1585, foi consagrado bispo por Giulio Antonio Santorio, Cardeal-Sacerdote de San Bartolomeo all'Isola, Massimiliano Palumbara, Arcebispo de Benevento, e Flaminio Filonardi, Bispo de Aquino, servindo como co-consagradores. Gesualdo serviu como arcebispo de Conza até à sua morte em 1608.